# Boulwogdo
Boulwogdo est une localité située dans le département de Bouroum de la province du Namentenga dans la région Centre-Nord au Burkina Faso. 

## Géographie
Boulwogdo se trouve à 6 km au sud-ouest de Bouroum, le chef-lieu du département, et à 40 km au nord de Tougouri. Le village est traversé par la route départementale 22 reliant Bouroum à Tougouri.

## Économie
L'économie du village, traditionnellement agro-pastorale, est également affectée par l'orpaillage artisanal pratiqué sur des petits filons secondaires présents sur son territoire.

## Éducation et santé
Le centre de soins le plus proche de Boulwogdo est le centre de santé et de promotion sociale (CSPS) de Bouroum tandis que le centre médical (CM) de la province se trouve à Tougouri.
Boulwogdo possède une école primaire publique.